# 珍·亞瑟
珍·亞瑟（英語：Jean Arthur，1900年10月17日—1991年6月19日）是一名美国女演员，从她20世纪20年代拍摄无声片一直到1953年拍摄最后一部影片为止她一共拍摄了接近100部电影。在无声片时代她的头发是浅褐色的，而进入有声片时代以后她把自己的头发染成了金色。她曾经和艾伦拉德、加里·库珀、詹姆斯·斯图尔特等诸多大牌男明星同台表演。

## 生平
珍·亞瑟出生于纽约州，原名格拉迪斯·乔吉安娜·格林（Gladys Georgianna Greene）是家里四个孩子中最小的一个。他们家搬家多次，最终到了纽约市，第一次世界大战期間，亚瑟在下曼哈顿当一名速记员以改善家庭收入。后来她成为了一名模特，她惊人的美貌使她在纽约的著名摄影师中大受欢迎。1923年她参加了20世纪福克斯公司的试镜同年她演出了由约翰·福特导演的自己的第一部电影。据信她的艺名取自她的两个偶像：亚瑟王和圣女贞德。她正好赶上了无声片的尾声，她那特有的沙哑嗓音使得她在有声时代比其他人更有优势。在拍摄过许多不出名的西部片以后，从1935年开始她开始同许多著名男演员合作，比如法兰克·卡普拉导演，加里·库珀主演的富贵浮云，同詹姆斯·斯图尔特共同演出的《史密斯遊美京》以及《浮生若梦》。她还曾有机会在《乱世佳人》中饰演郝思嘉。当1944年她和哥伦比亚电影公司的合同结束后，她已经成为了当时最有票房号召力的女演员之一。然而，她不喜欢好莱坞的演员制度，认为自己只是电影公司手中的商品。她同贝蒂·戴维斯以及奥利维娅·德哈维兰等女星一起，同制片公司展开了长期的斗争。退出电影事业后她尝试过舞台演出和电视节目，并且还在学校内教授表演技巧。1989年，珍·亚瑟因中风而卧病在床，两年后她离世，去世时90岁。